# Старий (серіал)
«Старий» (англ. The Old Man) — детективний телесеріал, екранізація однойменного роману Томаса Перрі, головну роль у якій зіграв Джефф Бріджес. Прем'єрний показ «Старого» розпочався 16 червня 2022 року. Невдовзі після цього шоу продовжили на другий сезон.

## Сюжет
Головний герой серіалу — Ден Чейс, який колись служив у ЦРУ, але пішов на спокій. Одного разу йому доводиться вступити в бій із найманцями, і він розуміє, що заради виживання має розібратися з гріхами минулого.

## В ролях
- Джефф Бріджес — Ден Чейс
- Джон Літгоу — Харольд Харпер
- Емі Бреннеман — Зої МакДональд
- Алія Шокат — агент Анжела Адамс
- Гбенга Акіннагбе — Джуліан Карсон

## Виробництво та прем'єра
Проєкт анонсовано в липні 2019 року. Головну роль у шоу отримав Джефф Бріджес. У березні 2020 року робота над проектом була заморожена через пандемію коронавірусу, у жовтні того ж року її зупинили знову, оскільки у Бріджес була діагностована лімфома. У вересні 2021 року Бріджес заявив, що його хвороба перебуває на стадії ремісії, і зйомки відновилися. Вони закінчились у лютому 2022 року.
Прем'єрний показ «Старого» розпочався 16 червня 2022 року на FX. 27 червня стало відомо про продовження шоу на другий сезон.

## Сприйняття
Серіал отримав позитивні відгуки критиків.